# 1955 en science-fiction
| Années de la science-fiction : 1952 - 1953 - 1954 - 1955 - 1956 - 1957 - 1958    |
| Décennies de la science-fiction : 1920 - 1930 - 1940 - 1950 - 1960 - 1970 - 1980 |

L'année 1955 a été marquée, en matière de science-fiction, par les événements suivants.

## Naissances et décès

### Naissances
- 7 janvier : Karen Haber, écrivain américaine.
- 29 janvier : Pierre Bordage, écrivain français.
- 1er février : Michael Haulică, écrivain roumain.
- 7 février : Steven Gould, écrivain américain.
- 23 avril : Paul J. McAuley, écrivain britannique.
- 6 novembre : Catherine Asaro, écrivain américain.
- 23 novembre : Steven Brust, écrivain américain.

### Décès
- 2 octobre : Nat Schachner, écrivain américain, né en 1895, mort à 60 ans.

## Événements
- Lancement du magazine Infinity Science Fiction, qui paraîtra jusqu'en 1958.

## Prix

### Prix Hugo
- Roman : They'd Rather Be Right par Mark Clifton et Frank Riley
- Nouvelle longue : L'Intrus (The Darfsteller) par Walter M. Miller, Jr.
- Nouvelle courte : Allamagoosa (Allamagoosa) par Eric Frank Russell
- Magazine : Astounding Science Fiction
- Artiste : Frank Kelly Freas
- Magazine amateur : Fantasy Times (James V. Taurasi, Sr. et Ray Van Houten, éds.)
- Prix spécial : Sam Moskowitz comme le Mystery Guest pour son travail sur les conventions précédentes

## Parutions littéraires

### Romans
- La Fin de l'Éternité par Isaac Asimov.
- L'Invasion des profanateurs par Jack Finney.
- Loterie solaire par Philip K. Dick.
- Révolte sur Alpha C par Robert Silverberg.

### Recueils de nouvelles et anthologies
- La Voie martienne par Isaac Asimov.

### Nouvelles
- L'Autre Univers par Poul Anderson.
- Citoyen de l'espace par Robert Sheckley.
- Des personnes déplacées, de Jack Finney.
- Du sang ! de Fredric Brown.
- La Planète du dieu de Philip José Farmer.
- La Patrouille du temps par Poul Anderson.
- Risque par Isaac Asimov.
- La Seule Chose indispensable par Robert Sheckley.
- Un billet pour Tranaï par Robert Sheckley.
- Un problème de chasse par Robert Sheckley.
- Le Votant par Isaac Asimov.
- Seul en son genre ? par Chad Oliver.
- Forces d'occupation par Frank Herbert.

## Sorties audiovisuelles

### Films
- La Conquête de l'espace par Byron Haskin.
- Day the World Ended par Roger Corman.
- King Dinosaur par Bert I. Gordon.
- Le Monstre par Val Guest.
- Le monstre vient de la mer par Robert Gordon.
- La Revanche de la créature par Jack Arnold.
- Les Survivants de l'infini par Joseph M. Newman.
- Tarantula ! par Jack Arnold.